# Museu do Vidro (Portugal)
O Museu do Vidro fica na Marinha Grande, no distrito de Leiria, Portugal. O museu está situado no local da primeira grande vidraria de Portugal, fundada pela família britânica Stephens, e aproveita alguns dos edifícios originais, incluindo a residência dos proprietários.

## História
A indústria de vidro da Marinha Grande começou quando uma empresa dirigida por John Beare, um irlandês, foi movida da margem esquerda do rio Tejo para o distrito de Leiria em 1747, para aproveitar a matéria-prima mais barata e de melhor qualidade. Beare levou todos os seus trabalhadores com ele. A vantagem do lugar era a sua proximidade com as praias de areia e também do Pinhal de Leiria, constituído por 11.500 hectares de pinheiros marítimos, plantados no século XIII, inicialmente pelo rei D. Afonso III e mais tarde pelo seu filho, o rei D. Dinis I. Inicialmente cultivados para servir de barreira à invasão da areia litorânea em áreas agrícolas, os pinheiros se mostraram ideais como combustível para fábricas de vidro. Beare passou por dificuldades financeiras e, depois de fechar a fábrica por dois anos, ela foi desenvolvida por um inglês, Guilherme Stephens.
Stephens tinha nascido em Exeter, Inglaterra, mas emigrou ainda jovem a Portugal, onde, em 1746, iniciou como aprendiz em uma empresa em Lisboa que operava fornos de cal, e ao longo do tempo, tornou-se muito bem-sucedido no negócio. Em 1769, 14 anos depois Sismo de Lisboa de 1755, Portugal ainda necessitava desesperadamente de vidro para ajudar na reconstrução do país, em grande parte afetado pelo terremoto. Essa necessidade de vidro foi claramente identificada pelo Marquês de Pombal, primeiro-ministro à época, que desempenhou um papel importante na reconstrução de Portugal. Guilherme Stephens chamou a sua atenção como um empresário competente e Pombal convenceu o rei D. José I a conceder um alvará para que Stephens reabrisse uma existente fábrica de vidro, que se tornou conhecida como a Real Fábrica de Vidro. A Stephens também foi fornecido um vultoso empréstimo sem juros assim como a permissão de usar os pinheiros para alimentar os fornos da fábrica. Ainda assim ele hesitava em assumir a tarefa devido à sua inexperiência em fabricar vidro, e teria levado dois anos para se convencer a aceitar a oferta de Pombal.
O irmão mais novo de Stephens, João Stephens, juntou-se a ele, e ao final do primeiro ano os irmãos Stephens empregavam 150 homens nas vidrarias, tinham fabricado 12 mil folhas de vidro para janelas e enviado mais de 100 caixas de vidro a Lisboa. Eles recrutaram especialistas em fabricação de vidro da Inglaterra e de Génova. Em 1773, tendo peticionado ao rei a fornecer proteção contra importações da Boémia, que, Guilherme Stephens argumentava, eram vendidas a preços baixos a fim de tirar a fábrica da Marinha Grande do mercado, a eles foi garantido o monopólio do fornecimento de vidro em Portugal e suas colônias. Esse monopólio e as isenções de impostos que Guilherme Stephens recebia como comerciante inglês em Lisboa possibilitaram que os irmãos se tornassem extremamente ricos.
A fábrica levou ao rápido desenvolvimento da Marinha Grande, ao atrair muitas outras empresas para a área. Ela foi uma pioneira na provisão de bem-estar social por empregadores, fornecendo assistência médica, benefícios por doença e aposentadorias, assim como uma escola. Os irmãos Stephens estabeleceram uma fazenda hortícola e um matadouro, o último direcionado a uma falta de carne causada pelo rápido aumento do número de trabalhadores na fábrica. Eles seguiam os esquemas agrícolas de Thomas Coke de Holkham Hall e transformaram a produtividade agrícola da área. A fábrica também tinha o seu próprio teatro, onde os funcionários se apresentavam, em várias ocasiões para a realeza visitante. Essas ideias iluminadas para a época eram compartilhadas pelo Marquês de Pombal, e Guilherme Stephens era membro de um grupo que o aconselhava em reforma social e educacional.
Após a morte de Guilherme em 1802, a fábrica foi continuada por João Diogo Stephens, que se tornou o homem mais rico de Lisboa, conhecido por suas excentricidades. Ela foi brevemente assumida pelos franceses durante a Guerra Peninsular, mas após a expulsão dos mesmos o alvará régio foi renovado em maio de 1810. Com a sua morte, João Diogo legou a fábrica à nação portuguesa. Por algum tempo ela foi negligenciada. A sua grandiosidade foi gradualmente restaurada pelo industrial português Manuel Joaquim Afonso, que introduziu motores a vapor e novas técnicas de fabricação de vidro. Então, entre 1864 e 1894, outro inglês, George Croft, junto com António Augusto Dias de Freitas, trouxe novos fornos e tecnologias, com particular ênfase na produção de cristal. Marinha Grande foi considerada a Capital do Vidro devido à importância de sua indústria vidreira, ou a Cidade de Cristal, por ser a maior fabricante de vidro de Portugal.
A fortuna da família foi herdada por Stephens Lyne-Stephens, um político tory inglês, reputado como o plebeu mais rico na Inglaterra. Com a sua morte em 1860, a sua esposa, uma bailarina francesa, herdou os bens mas houve numerosos outros requerentes que chegaram a adulterar suas árvores genealógicas para reforçar suas reivindicações. No fim a maior parte do dinheiro parece ter ficado com advogados e o governo britânico.

## O museu
A ideia para um museu foi proposta primeiro por um decreto governamental em 1954, que estabeleceu a Fábrica-Escola Irmãos Stephens. Entretanto, o desenvolvimento do museu não começou até 1994, com a responsabilidade arquitetural concedida a José Fava. O museu abriu em 1998 e apresenta a história da evolução do vidro assim como aspectos tecnológicos da sua produção. Parte do museu ocupa a antiga casa dos Stephens, que fora construída dentro do perímetro da fábrica. Erguida ao redor de 1770, a construção é notável pelo seu estilo neoclássico.
O museu da Marinha Grande é o único de Portugal dedicado especificamente ao estudo da arte e do ofício da indústria vidreira. Também oferece uma programação cultural e é considerado um dos mais importantes centros educacionais no tema vidro. A coleção do museu tem sido desenvolvida ao longo dos anos pela Associação Portuguesa de Arqueologia Industrial. Alguns dos itens em exposição são empréstimos de outras agências governamentais e do município da Marinha Grande. Exibições mostram a arte da fabricação de vidro e explicam as técnicas usadas assim como exibem os exemplos mais significativos de arte em vidro da Marinha Grande e de outras áreas portuguesas de fabricação de vidro, como Vila Nova de Gaia.
O museu hospeda exemplos de vidro do século XXVII ao século atual, divididos em duas coleções. A primeira, situada no antigo lar dos irmãos Stephens, representa vidro artístico assim como a tecnologia da produção de diferentes tipos de vidro, como vidro decorativo, utilitário e científico. Em particular, a exposição reflete a evolução da indústria vidreira em Portugal. Mostra exemplos de máquinas e ferramentas usadas nos processos de fabricação e decoração; documentos da fábrica; catálogos de produção e desenhos; assim como o vestuário e objetos de uso diário dos trabalhadores. O Núcleo de Arte Contemporânea está localizado em um prédio moderno de três andares que foi incorporado à antiga fábrica. Com uma coleção datando de 1999, apresenta cerca de 25 anos de arte contemporânea de vidro criada em Portugal e em outros lugares, buscando representar as mais variadas tendências artísticas e de design. O museu é um parceiro do European Glass Experience, um projeto europeu dedicado à arte contemporânea em vidro e seus criadores.